# Slush创业投资大会
Slush创业投资大会是一个自2008年起在芬兰赫尔辛基举办的科技及创业公司的投资大会。Slush大会为创业公司和包括风险投资者在内的投资人牵线搭桥，为他们举办对接会及路演比赛等活动。Slush大会的目的是打造覆盖全世界的初创企业社区。通常此大会在每年的秋末举行。在2018年的大会上有来自超过130个国家的两万人参加，包括3100家创业公司、1800名投资者和650名记者。
自2015年起组织者也在世界上其它地方，如东京、上海及新加坡等地，举办了Slush创业投资大会。
运行此大会的公司的年销售额超过一千万欧元。

## 历史
Slush大会的创始人为当时在Rovio公司做愤怒的小鸟的彼得·韦斯特巴卡及一位律师蒂莫·埃里斯托（Timo Airisto）。最初时该大会组织人员主要来自阿尔托大学企业家协会的大学生志愿者。